# Чжан Сяовень (шахістка)
Чжан Сяовень (кит. спр. 章晓雯; нар. 24 лютого 1989, Шанхай) — китайська шахістка, гросмейстер серед жінок (2009).

## Життєпис
З 1999 по 2009 рік багаторазово представляла Китай на юнацьких чемпіонатах світу серед дівчат у різних вікових групах, на яких двічі посіла четверте місце: 2003 року в Каллітеї у віковій групі до 14 років і 2009 року в Пуерто-Мадрині у віковій групі до 20 років.
У 2009 році посіла 4-те місце (позаду Шень Ян, Чжао Сюе і Тань Чжун'ї) у фіналі чемпіонату Китаю серед жінок, а у філіппінському місті Субік-Бей перемогла на чемпіонаті Азії серед жінок. 2011 року стала чемпіонкою Китаю, а 2012 року на цьому турнірі стала срібною медалісткою.
Брала участь у чемпіонатах світу серед жінок за олімпійською системою:
- 2010 року в Антак'ї в першому раунді перемогла Ліліт Мкртчян, а у другому поступилась Жуань Луфей[5];
- 2015 року в Сочі в першому раунді програла Анні Ушеніній[6].

Представляла Китай на двох командних чемпіонатах світу (2009-2011), де в командному заліку завоювала золоту (2011) медаль, а також на командному чемпіонаті Азії серед жінок 2012 року, де в особистому заліку завоювала срібну медаль.